# 미야모토 유
미야모토 유(일본어: 宮本 優, 1999년 5월 17일~)는 일본의 축구 선수이다.

## 구단 경력
그는 2022년 J2리그의 도쿄 베르디에 입단했다. 2023년 일본 풋볼 리그의 고치 유나이티드 SC로 이적했다. 2024년 베르스파 오이타로 이적했다. 2024년후 현역 은퇴.